# Zha cai

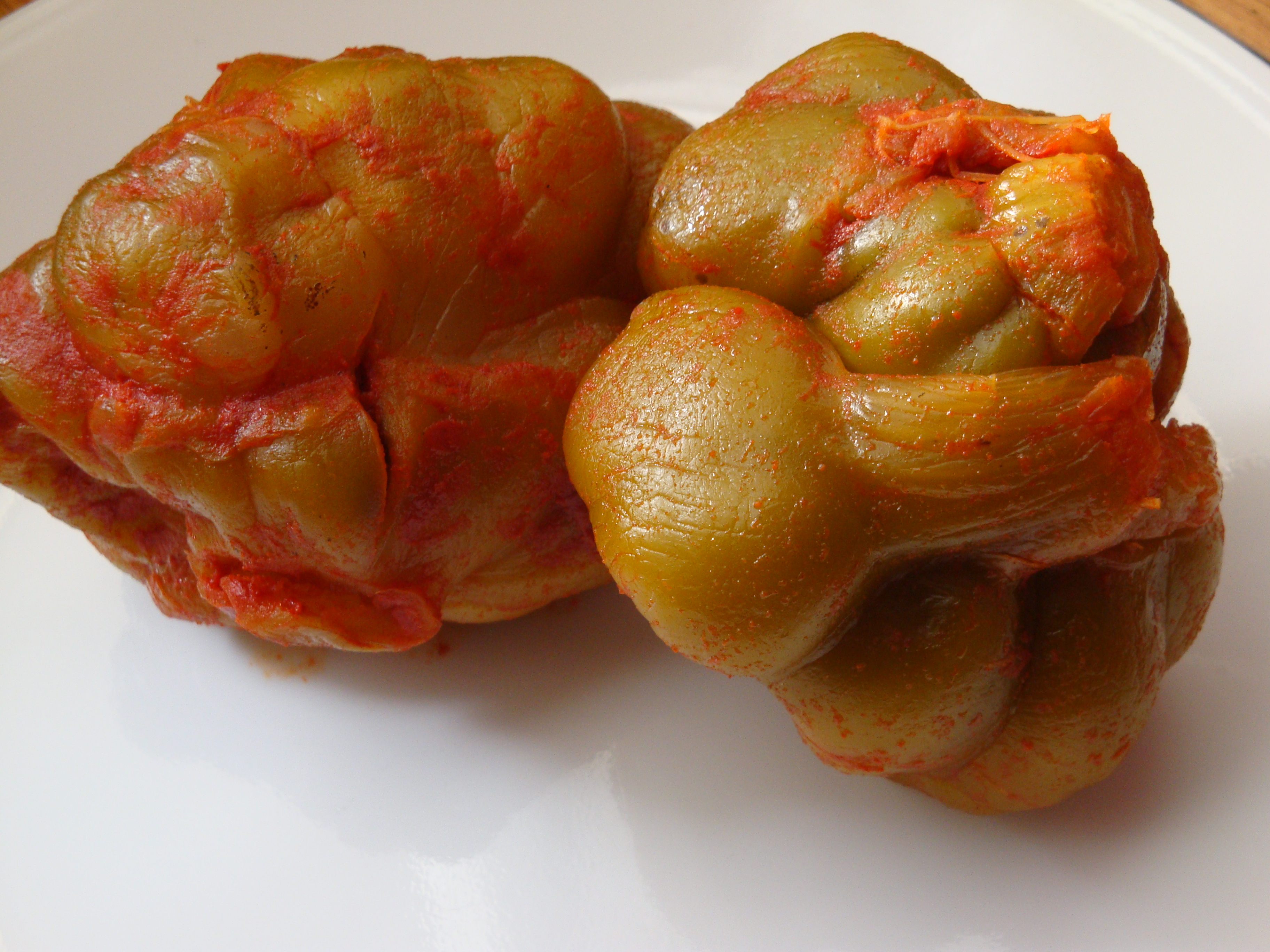
Dwie główki zha cai

Zha cai (chiń. 榨菜; pinyin zhà cài) − tradycyjny chiński dodatek do potraw charakterystyczny dla kuchni syczuańskiej.
Zha cai to kiszone łodygi gorczycy sarepskiej – najczęściej podgatunku tatsai. Kiszone są guzowate zgrubienia na łodydze wielkości pięści. Wcześniej są one solone, prasowane i suszone, a także pokrywane ostrą pastą z chili. Następnie fermentują w terakotowych naczyniach. Nadmiar soli usuwa się poprzez moczenie w słodkiej wodzie. Proces przypomina przygotowywanie koreańskiej kimchi. W zależności od rejonu wytwarzania smaki mogą się różnić: od słodkiego, przez słony i kwaśny, do zdecydowanie pikantnego.
Pikle zha cai, choć wywodzą się z Syczuanu, są składnikiem wielu dań w kuchniach chińskich, takich jak np. makaron dandan lub mifen, makaron z paseczkami zha cai i wieprzowiny (zhà cài ròusī miàn), ci fan tuan (rodzaju ciasteczek ryżowych), czy też kleiku ryżowego. Zha cai stosuje się pokrojone w cienkie paski i w niewielkich ilościach, z uwagi na znaczne zasolenie.
Zha cai jest znane także w kuchni japońskiej, gdzie z uwagi na tamtejsze gusta kulinarne, jest zdecydowanie mniej ostre. W języku japońskim nosi nazwę zāsai (katakana: ザーサイ; kanji: 榨菜).